# پیش‌هشت
در زبان‌شناسی به افزودن یک آوای اضافی در آغاز واژه بدون این‌که معنای واژه یا بقیه ساختار واژه را تغییر دهد پیش‌هِشت (prothesis) یا پیش‌هجا گفته می‌شود.
برای نمونه افزودن الف در واژه غربی اسپورت (sport) که در فارسی انجام می‌شود یک پیش‌هشت است.